# リュウキュウユビナガコウモリ
リュウキュウユビナガコウモリ（琉球指長蝙蝠、学名：Miniopterus fuscus）は、コウモリ目（翼手目）・ヒナコウモリ科・ユビナガコウモリ属に分類されるコウモリの一種。コユビナガコウモリとも呼ばれる。

## 分布
南西諸島（奄美大島、徳之島、沖永良部島、沖縄島、久米島、石垣島、西表島）に分布するほか、紀伊半島でも記録がある。また、中国の福建省でも記録されている。

## 特徴
前腕長43 - 46.5 mm、頭胴長50 - 60 mm、尾長45 - 55 mm、体重8 - 11 g。体毛はこげ茶色。
洞窟性の種（洞穴生物）で、昼間は洞窟に隠れて、数百頭以上の群れで過ごす。冬も活動する。

## 保全状況評価
- 絶滅危惧IB類 (EN)（環境省レッドリスト）

森林伐採などの開発によって餌場となる生息地が少なくなっており、絶滅が危ぶまれている。石垣島では新石垣空港建設地に本種の生息する洞窟が確認されており、自然保護の観点から空港建設に慎重意見や反対の声が上がった。これに対して、空港建設による影響を回避・低減するために、人口洞の設置や騒音対策などの取り組みが実施されることになった。